# Most Lucjana Ballenstedta w Poznaniu
Most Lucjana Ballenstedta w Poznaniu – most drogowy na rzece Warcie. Pierwsza przeprawa w granicach administracyjnych miasta Poznania od południa – zgodnie z nurtem rzeki (wcześniejszy most znajduje się w Rogalinku). Następnymi mostami na północ są: kolejowy most Dębiński i drogowy most Przemysła I.
Leży w ciągu wspólnego odcinka autostrady A2, dróg ekspresowych S5, S11 oraz tras europejskich E30 i E261. Łączy lewobrzeżne Osiedle Zielony Dębiec i miasto Luboń (węzeł Poznań Luboń), z prawobrzeżnym Osiedlem Krzesiny-Pokrzywno-Garaszewo (węzeł Poznań Krzesiny). Stanowi element południowej obwodnicy Poznania.
Most ma 306 metrów długości i po 2 jezdnie po 18,09 metrów każda (3 pasy w każdym kierunku oraz pas awaryjny).
Patronem mostu jest prof. Lucjan Ballenstedt – poznański budowniczy mostów.
Do 2008 roku konstrukcja nosiła nazwę z błędną pisownią nazwiska patrona – Lucjana Ballenstaedta.